# Florian Pierański
Florian Pierański (ur. 11 marca 1909 w Kłecku, zm. 28 maja 1981) – polski lekarz weterynarii, poseł na Sejm PRL IV kadencji (1965–1969).

## Życiorys
Po ukończeniu szkoły średniej w Gnieźnie studiował na Akademii Medycyny Weterynaryjnej we Lwowie (w 1933 uzyskał dyplom lekarza weterynarii). Do 1937 praktykował w Łasinie, po czym został zatrudniony w Wydziale Weterynaryjnym Pomorskiego Urzędu Wojewódzkiego. W 1939 został doktorem medycyny weterynaryjnej (za pracę pod tytułem Pomorskie nizinne bydło nadwiślańskie). W latach 1939–1945 pracował jako weterynarz w Liskowie. Po zakończeniu wojny włączył się w odbudowę życia społecznego w miejscowości, m.in. Spółdzielni Rolniczo-Handlowej, Spółdzielni Mleczarskiej oraz Kasy Pożyczkowej im. Franciszka Stefczyka, organizował również Powiatowy Związek Hodowców. Stanął na czele Gminnej Rady Narodowej Liskowa. Był dyrektorem i nauczycielem Szkoły Hodowlanej, pracę pedagoga godząc z dalszą praktyką lekarską. Pod koniec lat 40. z powodów „klasowych” na krótko aresztowany przez Urząd Bezpieczeństwa.
W 1950 został mianowany dyrektorem Liceum (później Technikum) Weterynaryjnego we Wrześni. Od 1948 działał w Stronnictwie Demokratycznym, z ramienia którego wybrano go w 1958 do Wojewódzkiej Rady Narodowej. Od 1965 do 1969 sprawował mandat posła na Sejm PRL z okręgu Gniezno. Zasiadał w Komisji Rolnictwa i Przemysłu Spożywczego oraz Zdrowia i Kultury Fizycznej. Po odejściu z działalności społeczno-politycznej wrócił do zawodu pedagoga.
Był współzałożycielem Związku Lekarzy Weterynaryjnych PRL oraz jego wiceprzewodniczącym (1957–1958). Należał do Polskiego Towarzystwa Nauk Weterynaryjnych oraz Polskiego Towarzystwa Zootechnicznego. Odznaczony Złotym Krzyżem Zasługi oraz Krzyżem Kawalerskim Orderu Odrodzenia Polski.
Został pochowany na Cmentarzu Komunalnym we Wrześni.